# Tiroler Zugspitzbahn
| Tiroler Zugspitzbahn        | Tiroler Zugspitzbahn                                                                            |
| --------------------------- | ----------------------------------------------------------------------------------------------- |
| Tiroler Zugspitzbahn (2017) |                                                                                                 |
| Bauart:                     | Pendelbahn                                                                                      |
| Baujahr:                    | Neubau Juli 1991 (Erste Anlage: Jänner/Juli 1926 – 1991; ergänzt um kurze Gipfelbahn 1964–1991) |
| Berg:                       | Zugspitze, Wettersteingebirge, Alpen                                                            |
| Talstation:                 | Ehrwald, 1225 m                                                                                 |
| Höhendifferenz:             | 1725 m                                                                                          |
| Bergstation:                | Zugspitze, 2950 m                                                                               |
| Streckenlänge:              | 3600 m                                                                                          |
| Fahrdauer:                  | 7,2 min                                                                                         |
| Fahrgeschwindigkeit:        | 10 m/s                                                                                          |
| Kapazität:                  | 730 Pers./Stunde                                                                                |
| Betreiber:                  | Zillertaler Gletscherbahn                                                                       |
| Website:                    | www.zugspitzbahn.at                                                                             |

Logo der Tiroler Zugspitzbahn (2013)

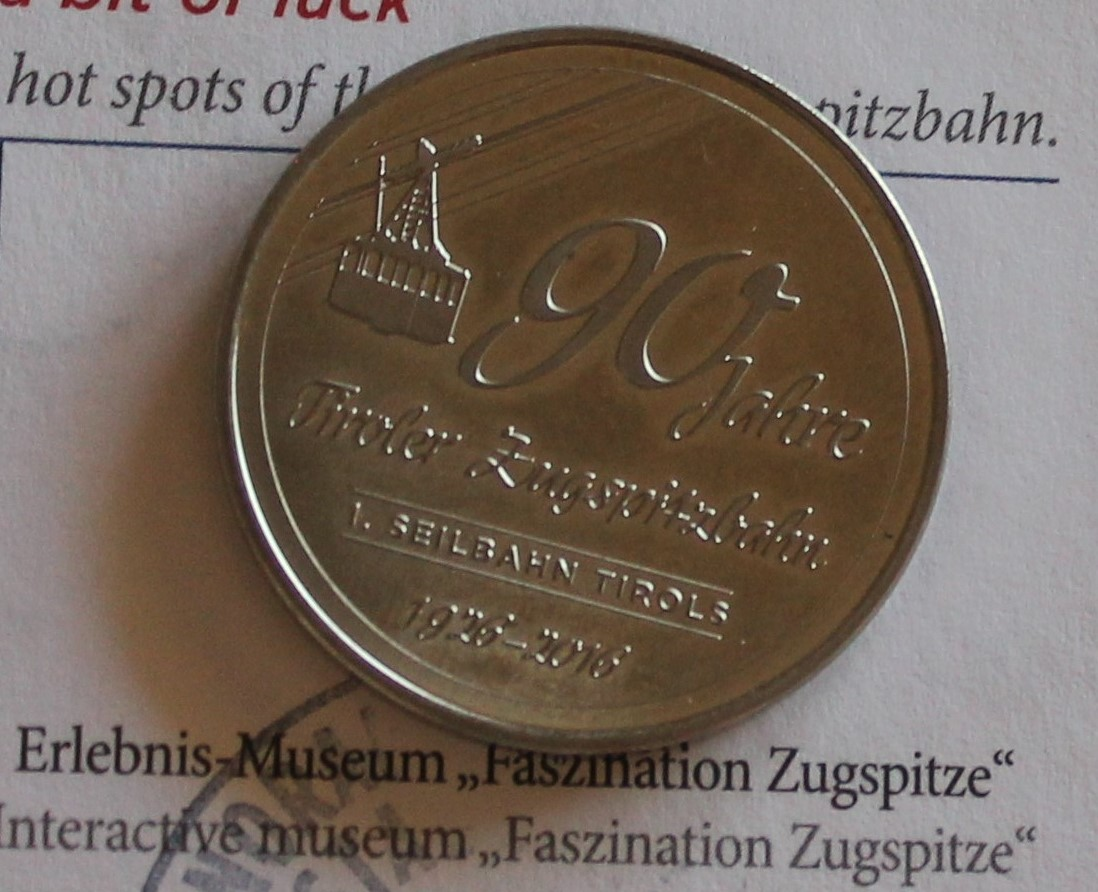
90 Jahre Tiroler Zugspitzbahn – Jubiläumsmedaille (2016)

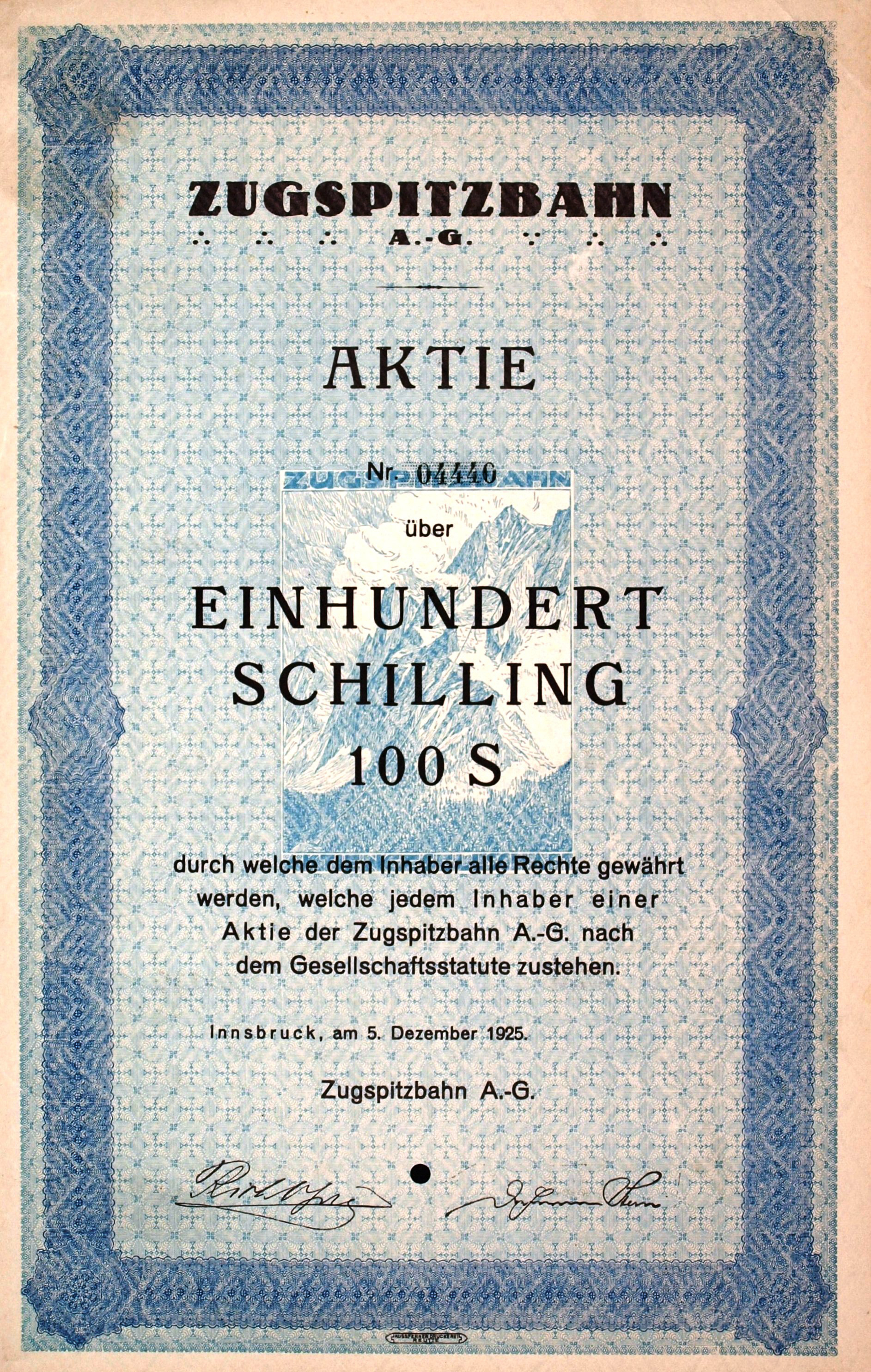
Gründeraktie der Zugspitzbahn AG vom 5. Dezember 1925

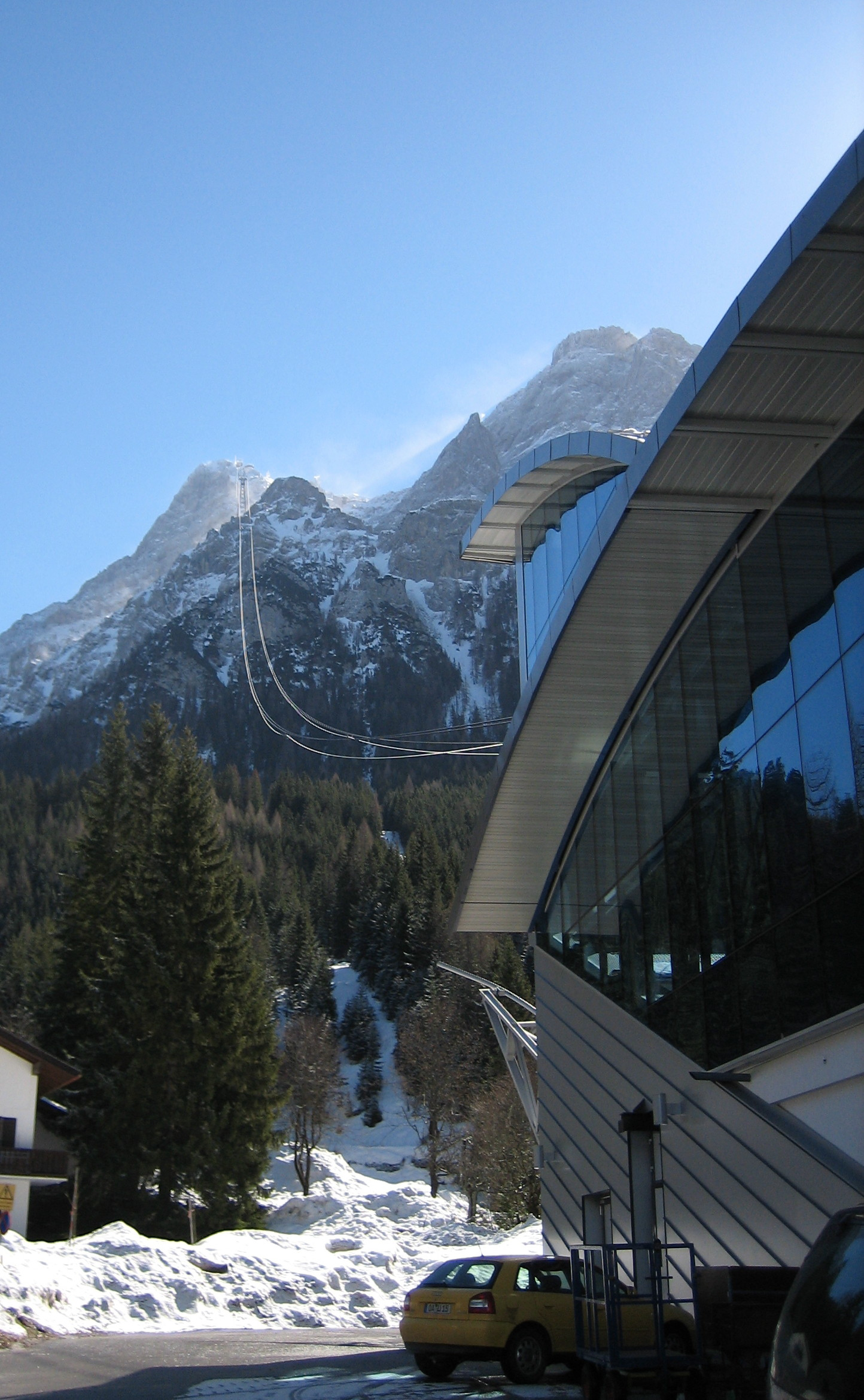
Blick von der Talstation zur Spitze (2006)

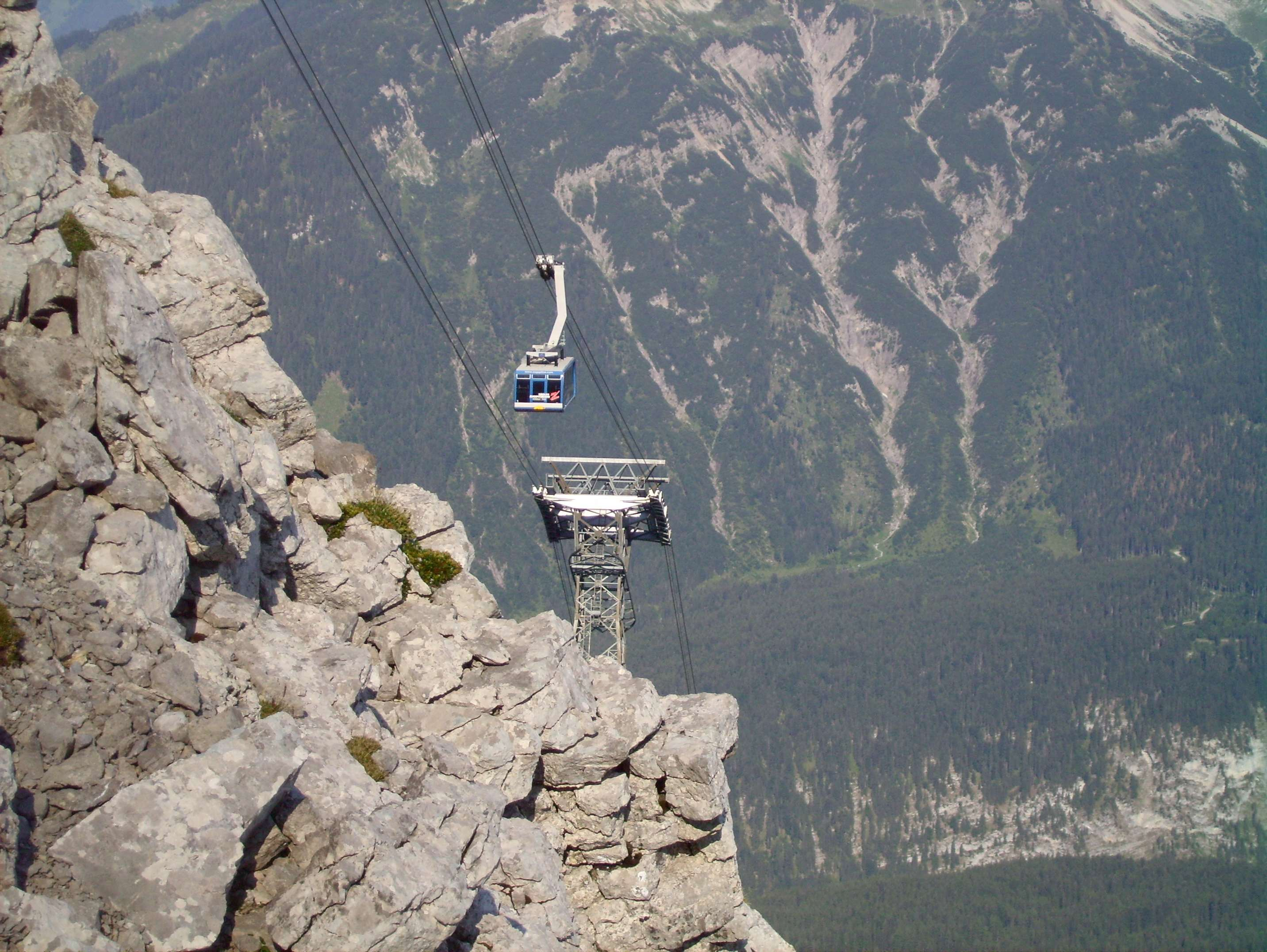
Blick auf die Stütze II der Tiroler Zugspitzbahn in der Nähe der Wiener-Neustädter-Hütte (2008)

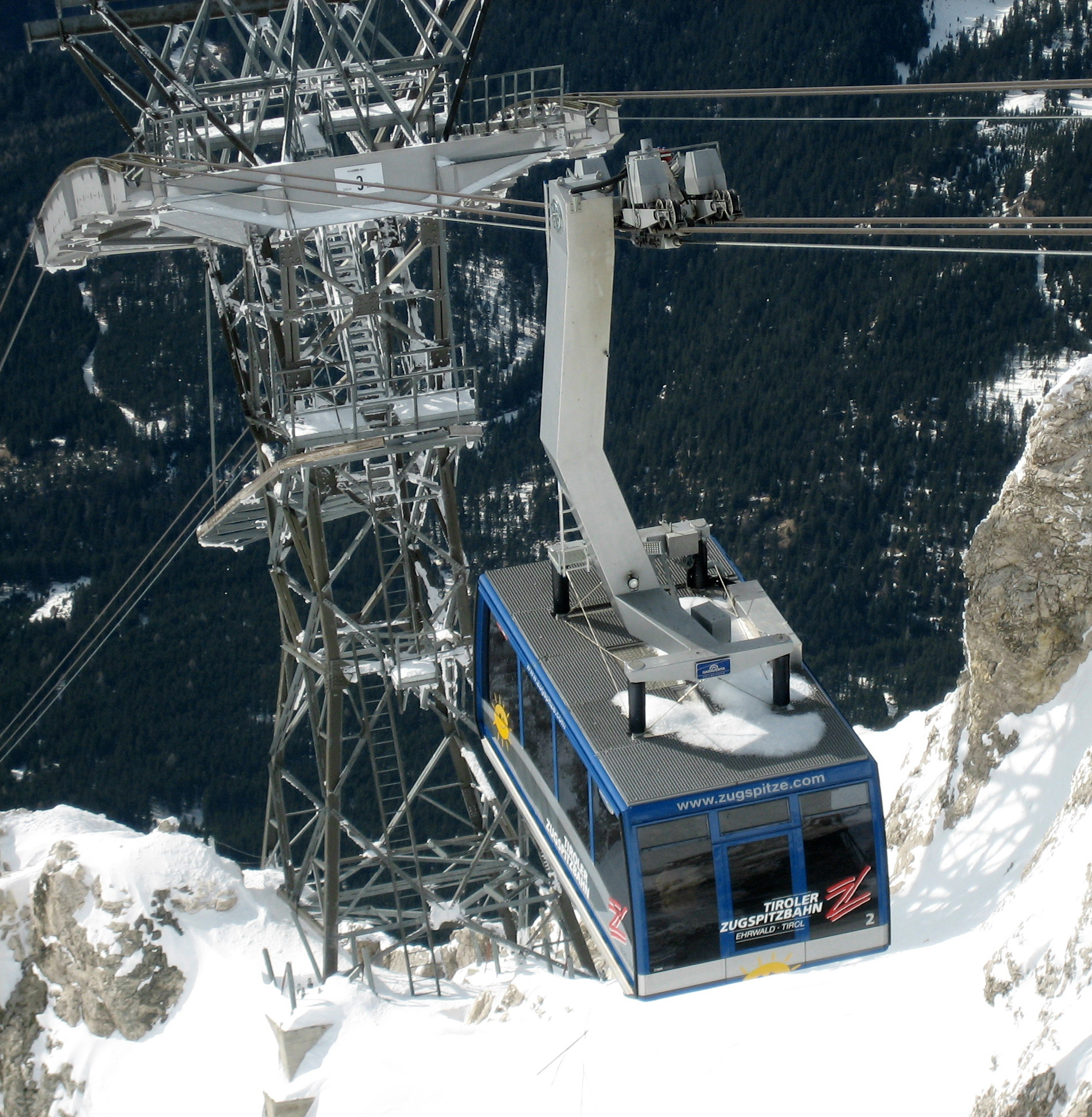
Kabine vom Gipfel aus (2006)

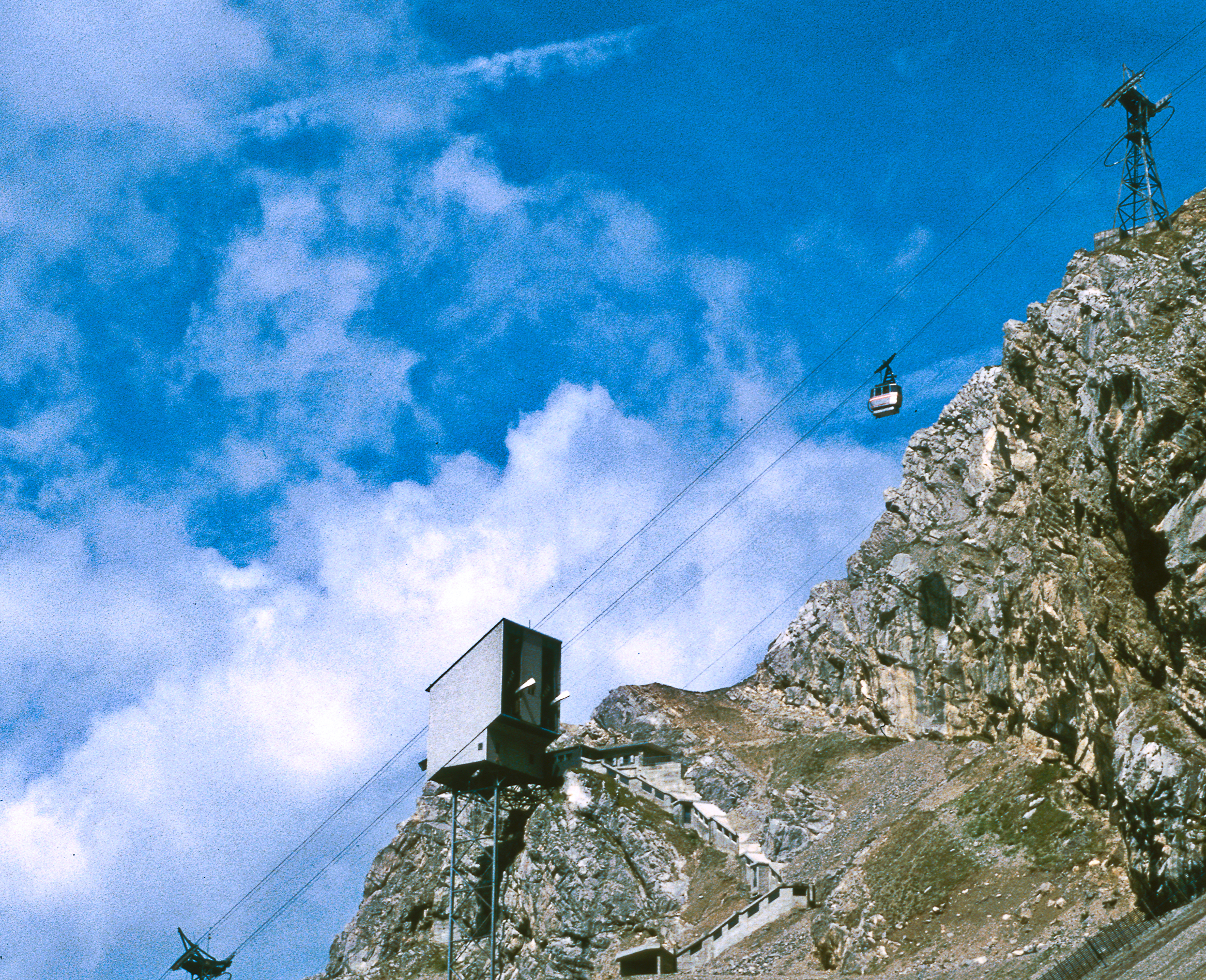
Alte Tiroler Zugspitzbahn: Mittelstation "Stütze 4" und Gamskar (1988)

Die Tiroler Zugspitzbahn ist eine 1991 erneut errichtete Luftseilbahn von der Hotelsiedlung Ehrwald-Zugspitzbahn (Ehrwald-Obermoos) auf den Westgipfel der Zugspitze. Sie ist als Pendelbahn mit zwei Tragseilen je Spur ausgeführt und erschließt über drei Stützen von österreichischer Seite das Gletscherskigebiet am Zugspitzplatt.

## Geschichte
Hermann Stern, stellvertretender Bürgermeister von Reutte, sah in einer Seilbahn auf die Zugspitze die Möglichkeit, die Wirtschaft und den Tourismus im Bezirk Reutte zu fördern. Diese Seilbahn entpuppte sich als sein wirtschaftliches Hauptprojekt und wurde 1926 fertiggestellt.
Nach Fertigstellung im Jänner 1926 wurde am 5. Juli 1926 die damals so genannte Österreichische Zugspitzbahn als erste der auf die Zugspitze führenden Bahnen eröffnet. Die Tiroler gewannen damit den Wettlauf mit der bayerischen Seite um die technische Erschließung des Gipfels. Obwohl die von Adolf Bleichert & Co. und der Simmeringer Waggon- und Maschinenfabrik gebaute Bahn für ihre Zeit eine technische Meisterleistung war, führte sie jedoch nur zu einer Bergstation unterhalb des Zugspitzkamms auf 2805 m, so dass der Gipfel (2962 m) nicht direkt erreichbar war. Die Förderleistung betrug bei einer Kabinengröße von 19 Personen und einer Fahrzeit von mindestens 16 Minuten nur 80 Personen pro Stunde. Das Zugspitzplatt konnte zum Skifahren über einen 700 m langen Stollen erreicht werden. An die Bergstation wurde das „Kammhotel“ angebaut.
Als Hitler mit der Tausend-Mark-Sperre Währungsexportbeschänkungen einführte brach die touristische Nachfrage zusammen. Das Deutsche Reich brachte die Zugspitzbahn so in finanzielle Schwierigkeiten.
Nach finanziellen Schwierigkeiten waren die Besitzer der Österreichischen Zugspitzbahn im Jahr 1937 – dem Jahr vor der Annexion Österreichs durch das Deutsche Reich – gezwungen, ihre Aktien an die Bayerische Zugspitzbahn AG zu verkaufen. Nach Zerstörungen im Krieg (Bombardierung der Talstation) konnte bereits 1945 der Betrieb wieder aufgenommen werden. Die Bahn kam nach dem Krieg als „deutsches Eigentum“ in österreichische Verwaltung und war ab 1958 mit Gründung der Tiroler Zugspitzbahn AG mit Sitz in Ehrwald mehrheitlich im Besitz des Landes Tirol. 1960 wurde im „Gamskar“ eine Zwischenstation eröffnet („Stütze IV“), die eine Skiabfahrt nach Ehrwald ermöglichte. 1962 wurde das Kammhotel durch einen Brand zerstört.
Erst ab 15. Mai 1964 war das letzte Stück zwischen Kammstation und Gipfel durch die 250 m lange (1991 abgetragene) Tiroler Zugspitz-Gipfelbahn erschlossen.
Durch das Land Tirol wurde die Bahn 1988 unter der Bedingung, diese neu zu bauen, privatisiert. Die Aktienmehrheit wurde von der Zillertaler Gletscherbahn übernommen. Darin begründet sich das stilisierte „Z“ im heutigen Logo der Tiroler Zugspitzbahn. Im Juni 1989 wurde mit dem Bau der neuen Zugspitzbahn durch Waagner-Biro begonnen, die im Juli 1991 eröffnet wurde. 13 Monate Verzögerungen entstanden durch die schwierige Gründung des Stützenfundaments I im brüchigen Wettersteinkalk – Injektionen im Umfang von 2000 Tonnen Beton waren erforderlich – sowie durch die Beschädigung eines Tragseils, das beim Seilzug zu Boden fiel und ersetzt werden musste. Die alte Trasse wurde aufgegeben. Während man bislang zwischen Ehrwald und der Bergstation zweimal umsteigen musste (bei der "Mittelstation" an Stütze 4 sowie am Zugspitzkamm), führt die Bahn jetzt direkt auf den Gipfel der Zugspitze. Die Förderleistung beträgt bei einer Kabinengröße von 100 Personen und einer Fahrzeit von zehn Minuten 730 Personen pro Stunde. 1997 gab es eine Abtragsverhandlung von der Tiroler Seilbahnbehörde für die alte Tiroler Zugspitzbahn. Da die Kammstation vom hochbautechnischen Sachverständigen als architektonisch wertvolles Gebäude der 60er Jahre erachtet wurde, wurde das Gebäude vollständig ausgeräumt und die Fenster mit Lärchenholzschalungen verschlossen.
Nach einem Brand in der Talstation im Februar 2003 – die Bahn war zu diesem Zeitpunkt nicht in Betrieb –, bei dem die in der Station befindliche Kabine und die Seile beschädigt wurden, konnte der Betrieb nach dem Wiederaufbau durch Garaventa Seilbahnbau mit neuem Kabinen- und Seilmaterial bereits im August 2003 fortgeführt werden. Dabei wurde die Fahrzeit auf 7,2 Minuten verkürzt, die alte Beförderungskapazität von 730 Personen pro Stunde und Richtung jedoch beibehalten.

## Sonstiges
Die Versorgung der Wiener-Neustädter-Hütte erfolgt per Seilwinde von den Gondeln der Tiroler Zugspitzbahn, deren Trasse über der Hütte verläuft.
Im Gipfelgebäude wurde ein kleines Museum eingerichtet, das den Bau der ersten und zweiten Zugspitzbahn dokumentiert. In dem Gipfelmuseum findet sich unter den Exponaten ein Funktionsmodell der ersten Tiroler Zugspitzbahn im Betriebszustand um 1960.
Der Gipfel der Zugspitze ist auch von Deutschland aus mit der Seilbahn Zugspitze und der Kombination aus Bayerischer Zugspitzbahn und Zugspitz-Gletscherbahn erreichbar.
Im Jahr 2016 feierte die Tiroler Zugspitzbahn ihr 90-jähriges Bestehen mit verschiedenen Veranstaltungen, darunter einer Sonderausstellung im Gipfelmuseum.

## Literarische Rezeption
Der Bau der Tiroler Zugspitzbahn ist Gegenstand des Bühnenstücks Die Bergbahn von Ödön von Horváth (1927/1929). Zu Ehren des 80. Geburtstags der Zugspitzbahn wurde Horváths Erstlingswerk im Sommer 2006 am authentischen Standort der alten Talstation der Tiroler Zugspitzbahn auf einer überdachten Freilichtbühne aufgeführt.